# Brian Evenson
Pour les articles homonymes, voir Evenson.
Œuvres principales
- La Langue d'Altmann
- Père des mensonges
- La Confrérie des mutilés

Brian Evenson, né le 12 août 1966 à Ames dans l'Iowa, est un écrivain américain.

## Biographie
Élevé dans une famille mormone, Brian Evenson devient prêtre. Après la parution de son premier recueil de nouvelles, il est contraint de quitter l'Église mormone mais aussi de rompre avec sa famille, en raison de son œuvre au contenu jugé « inapproprié ». Il dirige aujourd'hui un programme d'ateliers d'écriture à l'Université Brown.

## Œuvres

### Univers d'Alien
- Alien : No Exit, Le Cherche midi, 2011 ((en) Aliens: No Exit, 2008), trad. Héloïse Esquié, 336 p.  (ISBN 978-2-7491-2073-7)

### SérieDead Space
- (en) Martyr, 2010
- (en) Catalyst, 2012

### Romans indépendants
- Père des mensonges, Le Cherche midi, 2010 ((en) Father of Lies, 1998), trad. Héloïse Esquié, 240 p.  (ISBN 978-2-7491-1581-8)
- La Confrérie des mutilés, Le Cherche midi, 2008 ((en) The Brotherhood of Mutilation, 2003), trad. Françoise Smith, 228 p.  (ISBN 978-2-7491-0569-7)
- Inversion, Le Cherche midi, 2006 ((en) The Open Curtain, 2006), trad. Julie et Jean-René Etienne, 262 p.  (ISBN 978-2-74910-839-1)
- Baby Leg, Le Cherche midi, 2012 ((en) Baby leg, 2009), trad. Héloïse Esquié, 120 p.  (ISBN 978-2-264-06010-5)
- Membre fantôme, Rivages, 2006 ((en) Last Days, 2009), trad. Jonathan Baillehache, 180 p.  (ISBN 978-2-74366-712-2)
- Immobilité, Rivages, coll. « Rivages/Imaginaire », 2023 ((en) Immobility, 2012), trad. Jonathan Baillehache, 272 p.  (ISBN 978-2-7436-5845-8)
- (en) The Lords of Salem, 2013Écrit avec Rob Zombie.
- (en) The Deaths of Henry King, 2015Écrit avec Jesse Ball.
- L'Antre, Quidam, 2023 ((en) The Warren, 2016), trad. Stéphane Vanderhaeghe, 120 p.  (ISBN 978-2-37491-292-9)
- (en) Feral, 2017Écrit avec James DeMonaco.

### Recueils de nouvelles
- La Langue d'Altmann, Le Cherche midi, 2014 ((en) Altmann's Tongue, 1994), trad. Christophe Claro, 288 p.  (ISBN 978-2-7491-3418-5)
- (en) The Din of Celestial Birds, 1997
- Contagion, Le Cherche midi, 2005 ((en) Contagion and Other Stories, 2000), trad. Christophe Claro, 216 p.  (ISBN 978-2-7491-0346-4)
- (en) The Wavering Knife: Stories, 2004
- (en) Fugue State, 2009
- (en) Windeye: Stories, 2012
- Un rapport, Le Cherche midi, 2017 ((en) A Collapse of Horses, 2016), trad. Sabine Porte, 288 p.  (ISBN 978-2-7491-5380-3)
- Comptine pour la dissolution du monde, Rivages, coll. « Rivages/Imaginaire », 2024 ((en) Song for the Unraveling of the World, 2019), trad. Jonathan Baillehache, 288 p.  (ISBN 978-2-7436-6337-7)Prix Shirley-Jackson 2019 et prix World Fantasy du meilleur recueil de nouvelles 2020
- (en) The Glassy, Burning Floor of Hell, 2021
- (en) Black Bark, 2023
- (en) None Of You Shall Be Spared, 2023
- (en) Good Night, Sleep Tight, 2024